# 348e régiment d'infanterie
Le 348e régiment d'infanterie (348e RI) est un régiment d'infanterie de l'Armée de terre française constitué en 1914 avec les bataillons de réserve du 148e régiment d'infanterie. Il combat pendant la Première Guerre mondiale puis est recréé au début de la Seconde Guerre mondiale. 

## Création et différentes dénominations
- Août 1914 : formation du 348e régiment d'infanterie
- Mai 1918 : dissolution
- Août 1939 : nouvelle formation
- Juin 1940 : capture du régiment pendant la bataille de France

## Chefs de corps
- 2 août au 6 novembre 1914 : Lieutenant-colonel Guyot de Salins[1];
- 6 au 23 novembre 1914 : Commandant Igou (du 49e bataillon de chasseurs à pied)[1];
- 23 novembre 1914 au 25 janvier 1915 : Lieutenant-colonel Bonnin (de l'infanterie coloniale)[1];
- 25 janvier 1915 au 29 janvier 1916 : Lieutenant-colonel Bussy[1];
- 29 janvier 1916 au 19 février 1917 : Lieutenant-colonel Selva[1];
- 19 février 1917 au 12 mai 1918 : Lieutenant-colonel Tixier[1].

- août 1939 à ? : Lieutenant-colonel Maurel[2]
- de ? au 20 mai 1940 : Lieutenant-colonel Thominet[3] ;
- 20 mai à juin 1940 : Lieutenant-colonel Binet[3].

## Historique des garnisons, combats et batailles du RI

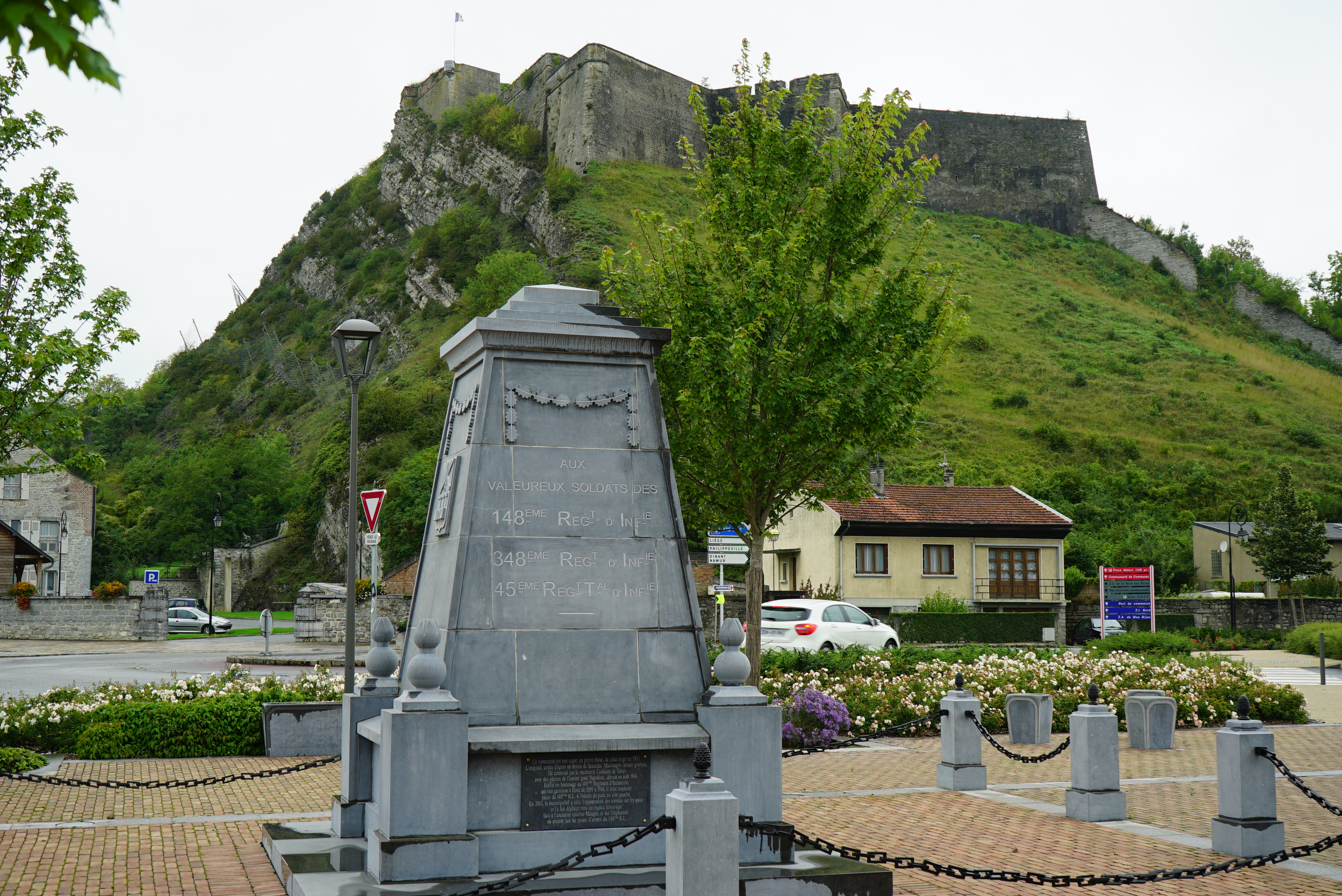
Stèle de Givet, en hommage au.

## Historique des garnisons, combats et batailles du348eRI

### Première Guerre mondiale

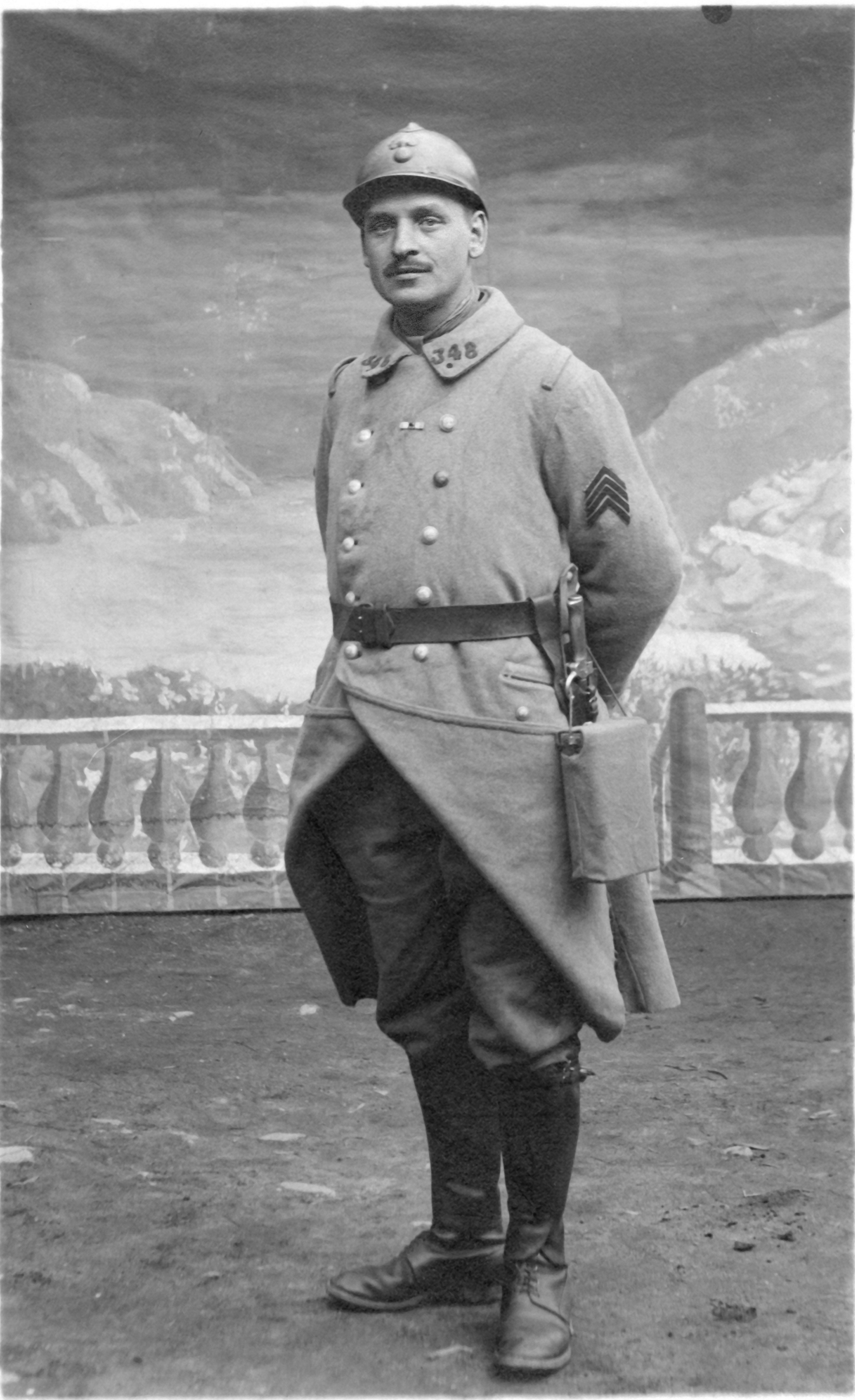
Portrait d'un soldat du, août 1917.

#### Affectation
- 52e division d'infanterie d'août 1914 à mai 1918
  - 103e brigade d'août 1914 à juin 1916
  - Infanterie divisionnaire de juin 1916 à mai 1918

#### 1914
Du 2 au 12 août 1914, le régiment est mobilisé à Rocroi à partir des cadres du 148e régiment d'infanterie de Givet.

### Seconde Guerre mondiale
Le régiment est mobilisé à nouveau le 24 août 1939 à Mézières et Givet, à partir d'un noyau d'active du 91e régiment d'infanterie. Il est constitué de trois bataillons, d'une compagnie divisionnaire antichar (14e CDAC) et d'une compagnie cycliste (remplaçant le groupe de reconnaissance divisionnaire).
Il participe au sein de la 52e DI à la défense de la ligne Maginot en Lorraine et est capturé dans l'est de la France en juin 1940.

## Drapeau
Il porte, cousues en lettres d'or dans ses plis, les inscriptions suivantes :
- La Marne 1914
- Verdun 1916

## Décorations
Le régiment est cité à l'ordre de l'armée le 27 octobre 1917 pour sa contre-attaque après une attaque allemande le 24. Il reçoit la croix de guerre le 7 novembre.

### Insigne
L'insigne fait référence aux Ardennes : une hure (tête de sanglier) devant un écu aux armes de Givet.

### Devise
Tout droit

## Personnalités ayant servi au348eRI
- Pierre Fourcaud (1898-1998), compagnon de la Libération, commandant de la compagnie cycliste en 1940.
- Jean-Nicolas Bouchez (1919-1942), compagnon de la Libération, officier de la compagnie cycliste en 1940.